# NGC 5418
إن جي سي 5418 (بالألمانية: NGC 5418) التي يرمز لها بالرمز NGC 5418، هي مجرة، في كوكبة العواء.

## الاكتشاف
اكتشفت في 24 أبريل 1830، بواسطة جون هيرشل.